# Flabellina cooperi
Flabellina cooperi és una espècie de gastròpode nudibranqui de la família Flabellinidae.